# Ekaterina Kruchkova
Ekaterina Kruchkova (née le 14 septembre 1974, à Sverdlovsk, Russie) est une artiste – photographe et personnalité publique, connue pour ses activités caritatives dans le domaine de l’art. Elle a fondé l’atelier artistique Studio Ekaterina à Heeswijk (Pays-Bas). Elle est également la créatrice du festival international d’art et de charité Treasures for the Future.
Ekaterina Kruchkova vit et travaille aux Pays-Bas depuis le début des années 2000. Elle est membre de la Fédération Française de la Photographie (depuis 2006), l’Union des Artistes Russes et la Fédération Internationale des Artistes (depuis septembre 2014).

## Carrière artistique
Ekaterina Kruchkova a commencé sa carrière photographique en tant qu’envoyée spéciale à Benelux et en France pour la maison d’édition russe Restoranoff. Aujourd’hui elle s’est pleinement consacrée à la recherché artistique dans la photographie, où elle travaille essentiellement dans le style d’impressionnisme.
En 2010 l’artiste participe dans un projet littéraire “Théâtre d’une actrice” où elle travaille avec l’écrivaine russe Marina Paleï. Ses œuvres ont été exposées dans des galeries et des salons à Paris, Londres, Moscou, Vienne, Amsterdam, tel que Photex (Office européen des brevets, La Haye, 2006, 2008), Amsterdam et Vienna Showcases (2012, 2013), Geysers du subconscient (Гейзеры подсознания, Moscou, Maison central des artistes, 2013). 

## Activités sociales et caritatives
En tant qu’artiste, Ekaterina Kruchkova participe régulièrement dans les ventes de charité, tel que Vente EAUX Enchères (Paris, 2013) et Treasures for the Future (Heeswijk, Pays-Bas - 2014, Paris - 2016). 
En 2012 Ekaterina Kruchkova crée un atelier artistique Studio Ekaterina, à Heeswijk (Pays-Bas), où elle travaille et organise des expositions des artistes, conférences et ateliers éducatifs pour les enfants. Son activité et sa contribution au développement dans la vie culturelle de la commune Bernheze et dan l’éducation artistique des enfantes est reconnue par l’opinion publique et par les autorités locaux.

### Treasures for the Future
En 2014 Ekaterina Kruchkova crée un festival international d’art et de charité Treasures for the Future, dont la première édition a lieu en décembre 2014,. Cet événement est appelé d’un côté à soutenir les artistes participant, d’autre côté à défendre des causes humanitaires divers, liées essentiellement aux problèmes de la santé et d’éducation des enfants dans des régions défavorisées. Ekaterina Kruchkova dirige le festival dès sa création.

## Récompenses
Ekaterina Kruchkova est une lauréate du Festival international d’art New World (Новый мир, Moscou, 2014), et du Festival international d’art et de la littérature Mythes russes (Monténégro, 2014).